# Chiesa di San Filippo (Sclafani Bagni)
La chiesa di San Filippo è un edificio religioso di Sclafani Bagni.
Nella sua conformazione attuale, la chiesa presenta un impianto a tre navate con tre absidi, alto campanile laterale e prospetto seicentesco che dà su un'ariosa piazzetta.
La chiesa, di ignota origine, è menzionata per la prima volta in un documento del 1573, relativo alla riparazione del portale. Altri lavori in pietra sono documentati nel 1596. Negli stessi anni viene ricostruito il campanile e la campana viene ordinata da un maestro fonditore di Tortorici. Sono documentati inoltre restauri agli archi della chiesa nel 1620 e nel 1628 il rifacimento della volta. 
Nel 1648 viene rifatto dal "maiolicaro" Vincenzo Cellino di Collesano il pavimento, un brano del quale si conserva tuttora in un angolo dell'edificio. Il pavimento si presenta in mattonelle maiolicate bipartite in bianco e verde, con una decorazione a campanule (definita nelle descrizioni "ad occhio di bue").
Nel 1664 fu realizzato il nuovo portale dal lapicida Antonino Barchi, con bottega in Caltavuturo.
Intorno alla metà del Settecento la chiesa aveva acquisito una certa importanza e divenne parrocchia.
Per una statua lignea di San Filippo, anteriore al 1578, siamo informati di numerosi restauri e dorature avvenute a più riprese. La statua era in origine dotata di uno sgabello e di una "vara" per le processioni (con pitture di Antonio Fazzuni, di Palermo). Nel 1584 viene realizzato un Crocifisso intagliato da Domenico Coniglio. Nel 1609 Cosimo La Russa, l'autore della statua di San Rocco attualmente nella chiesa matrice, realizzò una cancellata lignea con statue a chiusura di una cappella, non più conservata. Nel 1625 fu realizzata una statua di Sant'Orsola, probabilmente per questa chiesa, oggi scomparsa. Infine va citata la statua dell'Immacolata di Pietro Mignosi
La chiesa inoltre conserva la piccola "vara" del Crocefisso, uno dei pochi esempi superstiti di questo apparato per le processioni, in genere destinato, a causa dell'uso, a venire spesso rinnovato. Nel corso del Cinquecento e del Seicento le "vare", che ospitavano statue o gruppi scultorei, avevano infatti sostituito i gonfaloni lignei che servivano da insegna alle numerose confraternite. Questo esemplare di piccole dimensioni ("varetta") fu eseguito nel 1630 dall'intagliatore Giuseppe Farullo di Polizzi (e già restaurata nel 1650 da Vincenzo Lo Presti), per ospitare un gruppo con Il Crocifisso, la Madonna e San Giovanni Evangelista, probabilmente preesistente.